# هارفي فيليبس
هارفي فيليبس (بالإنجليزية: Harvey Phillips)‏ هو معلم موسيقى أمريكي، ولد في 2 ديسمبر 1929 في ميزوري في الولايات المتحدة، وتوفي في 20 أكتوبر 2010 في بلومنغتون في الولايات المتحدة.

## وصلات خارجية
- هارفي فيليبس على موقع ميوزك برينز (الإنجليزية)
- هارفي فيليبس على موقع ديسكوغز (الإنجليزية)